# Гімназія № 34 «Либідь» імені Віктора Максименка
Ліцей № 34 імені Віктора Максименка — навчальний заклад I-ІІІ ступенів акредитації Подільського району міста Києва.

## Історія
Навчальний заклад було засновано у 1964 році як школу-восьмирічку з російською мовою навчання. Першим директором був Кульчицький Борис Іванович. У 1972 році закладу було надано статус середньої загальноосвітньої школи.
У 1982 році директором було призначено Лідію Серафимівну Страшну, під орудою якої школа досягла значних позитивних змін. Протягом 1994–1997 років будівля школи перебувала на капітальному ремонті, під час якого було добудовано приміщення та додатково зведено спортивний блок, що включав у себе два басейни, спортивну та тренажерну зали. По завершенню реконструкції споруди навчальний заклад отримав і новий статус — «спеціалізована середня школа з поглибленим вивченням іноземних мов».
В 2007 році школі було надано статус загальноосвітнього навчального закладу І-ІІІ ступенів «Гімназія № 34 „Либідь“», а у травні 2013 року рішенням Київської міської ради N 320/9377 гімназії було присвоєно ім'я воїна-афганця Віктора Максименка.

## Директори
За час існування школи нею керувало четверо директорів.
- 1964 — 1976 — Кульчицький Борис Іванович
- 1976—1982 — Сидоренко Вадим Юрійович
- 1982–2016 — Страшна Лідія Серафимівна
- 2016 — дотепер — Багінська Алевтина Тадеушівна